# 早坂吝
早坂 吝（はやさか やぶさか、1988年 -）は、日本の小説家。大阪府生まれ。京都大学文学部卒業。

## 経歴・人物
小中学生の時にアガサ・クリスティの作品を、高校生の時に綾辻行人の作品を、大学生の時にエラリー・クイーンや麻耶雄嵩を読んでいる。
2014年、『○○○○○○○○殺人事件』で第50回メフィスト賞を受賞し、デビュー。タイトルを当てる小説として話題を呼ぶ。
デビュー作より続く上木らいちシリーズは、性的な要素を推理やトリックに利用しているという特徴がある。その為エロミスもしくはバカミスと称されることもある。性的なことがキーワードとなるため映像化不可能と宣伝される
一方、その他の作品ではそういった要素を極力排し、ドローンや人工知能といった最先端のテーマを扱うことも多い。
文庫化の際は大幅改稿することが多い。例えば『○○○○○○○○殺人事件』の文庫版は、ノベルス版より殺人事件が一つ増えている。

## 受賞・候補歴
太字が受賞したもの
- 2014年 - 『○○○○○○○○殺人事件』で第50回メフィスト賞受賞、ミステリが読みたい!2015年版新人賞受賞。
- 2017年 - 『誰も僕を裁けない』で第17回本格ミステリ大賞候補[4]。

## ミステリ・ランキング
- 週刊文春ミステリーベスト10
  - 2014年 - 『○○○○○○○○殺人事件』17位
  - 2016年 - 『誰も僕を裁けない』18位
  - 2017年 - 『双蛇密室』12位
  - 2019年 - 『殺人犯 対 殺人鬼』20位

- このミステリーがすごい!
  - 2015年 - 『○○○○○○○○殺人事件』23位
  - 2016年 - 『虹の歯ブラシ 上木らいち発散』35位
  - 2017年 - 『誰も僕を裁けない』15位
  - 2019年 - 『探偵AIのリアル・ディープラーニング』19位
  - 2020年 - 『殺人犯 対 殺人鬼』17位
  - 2024年 - 『しおかぜ市一家殺害事件あるいは迷宮牢の殺人』37位

- 本格ミステリ・ベスト10
  - 2015年 - 『○○○○○○○○殺人事件』6位
  - 2016年 - 『虹の歯ブラシ 上木らいち発散』11位
  - 2017年 - 『誰も僕を裁けない』6位、『アリス・ザ・ワンダーキラー』30位
  - 2018年 - 『双蛇密室』5位、『ドローン探偵と世界の終わりの館』23位
  - 2019年 - 『探偵AIのリアル・ディープラーニング』7位、『メーラーデーモンの戦慄』16位
  - 2020年 - 『殺人犯 対 殺人鬼』11位
  - 2022年 - 『四元館の殺人 探偵AIのリアル・ディープラーニング』23位
  - 2024年 - 『しおかぜ市一家殺害事件あるいは迷宮牢の殺人』11位
  - 2025年 - 『VR浮遊館の謎 探偵AIのリアル・ディープラーニング』11位

- ミステリが読みたい!
  - 2015年 - 『○○○○○○○○殺人事件』7位
  - 2017年 - 『誰も僕を裁けない』11位
  - 2019年 - 『探偵AIのリアル・ディープラーニング』11位

- 黄金の本格ミステリー

毎年10作を目安に選出されている。その中での順位は付けられていない。
- 2017年度 - 『誰も僕を裁けない』選出

## 作品リスト

### 単著

#### 援交探偵 上木らいちシリーズ
- ○○○○○○○○殺人事件（2014年9月 講談社ノベルス / 2017年4月 講談社文庫）
- 虹の歯ブラシ 上木らいち発散（2015年2月 講談社ノベルス / 2017年9月 講談社文庫）
- 誰も僕を裁けない（2016年3月 講談社ノベルス / 2018年7月 講談社文庫）
- 双蛇密室（2017年4月 講談社ノベルス / 2019年6月 講談社文庫）
- メーラーデーモンの戦慄（2018年9月 講談社ノベルス）

#### 探偵AIシリーズ
- 探偵AIのリアル・ディープラーニング（2018年5月 新潮文庫nex）
  - 『yom yom』2017年6月号 - 2018年2月号連載の『人工知能探偵AIのリアル・ディープラーニング』を改稿。
- 犯人IAのインテリジェンス・アンプリファー　探偵AI 2（2019年8月 新潮文庫nex）
  - 『yom yom』2019年4月号 - 2019年8月号連載の『犯人IAのインテリジェンス・アンプリファー』を改稿。
- 四元館の殺人 探偵AIのリアル・ディープラーニング（2021年6月 新潮文庫nex）
  - 『yom yom』2020年10月号 - 2021年4月号連載の『探偵AI3 四元館の殺人』を改稿。
- VR浮遊館の謎 探偵AIのリアル・ディープラーニング（2024年3月 新潮文庫nex）
  - 『yom yom』2022年12月16日 - 2023年9月22日連載。

#### その他
- RPGスクール（2015年8月 講談社ノベルス）
- アリス・ザ・ワンダーキラー（2016年9月 光文社）
  - 【改題】アリス・ザ・ワンダーキラー 少女探偵殺人事件（2020年1月 光文社文庫）
    - 『ジャーロ』2015年秋冬号 - 2016年夏号連載。
- ドローン探偵と世界の終わりの館（2017年7月 文藝春秋 / 2020年7月 文春文庫）
  - 『別冊文藝春秋』2016年7月号 - 2017年3月号連載の『ドローン探偵』を改稿。
- 殺人犯 対 殺人鬼（2019年5月 光文社 / 2022年5月 光文社文庫）
  - 『ジャーロ』2017年冬号 - 2018年冬号連載。
- しおかぜ市一家殺害事件あるいは迷宮牢の殺人（2023年5月 光文社）
  - 『ジャーロ』2021年7月号 - 2022年9月号連載の『迷宮（す）いり』を改稿。

### アンソロジー
- Day to Day（2021年3月 講談社）「〈5月19日〉」※エッセイ
  - tree 連載企画『Day to Day』2020年6月18日公開。

### 書籍未収録
小説
- クビキリTパズル（集英社『小説すばる』2017年5月号）
- 今宵あなたと千日手（集英社 JUMP j BOOKS 公式note 2020年10月14日）
- 眠れる名探偵と雷密室（KADOKAWA『小説現代』2021年9月号）
- 街角ハルシネーション―探偵AIのリアル・ディープラーニング― （新潮社『yom yom』 2025年4月4日 - ）

エッセイ
- どの舞台に血を流すか（光文社『小説宝石』2019年6月号）（殺人犯 対 殺人鬼に関する）
- 未来コトハジメNEWS（日経BPのメールマガジン 2019年5月頃～）

## 漫画化作品
- 探偵AIのリアル・ディープラーニング（漫画：レム / 既刊2巻 一迅社 HOWLコミックス）
  - 『comic HOWL』（一迅プラス）2023年2月22日～ 連載